# Spencer Carlinová
Spencer Carlinová je fiktivní postava z amerického televizního seriálu South of Nowhere. Spencer většinu seriálu chodí na King High, kde se seriál často odehrává. Hraje jí americká herečka Gabrielle Christianová. Spencer je v romantickém vztahu se svojí spolužačkou, Ashley Daviesovou.

## Životopis

### Před seriálem
Spencer se narodila v roce 1989 a do roku 2005 žila v Ohiu, poté se s rodinou přestěhovala do Los Angeles, Kalifornie, kde nastoupila do druhého ročníku King High.

### Série 1
Třetí den na nové škole potká Spencer Ashley Daviesovou, se kterou si rychle vytvoří silný přátelský vztah, což jí připraví mimo jiné i o místo v roztleskávačkách. Poté si začíná uvědomat, že je lesba a přizná se Ashley. Ze začátku se bojí jak na to bude svět a hlavně její rodina reagovat, což je hlavní důvod proč svojí sexualitu  zpočátku tají. Po zbytek série si série se přátelství mezi ní a Ashley změní v romantický vztah, což si Spencer nedokáže přiznat a jde na rande s Aidenem Dennisonem, kde si uvědomí, že doopravdy chce být s Ashley. Z rande uteče a stráví noc u Ashley. V posledním díle série jde Spencer přes matčin zákaz k Ashley, kde si promluví o vzájemných citech a nakonec se pomilují.

### Série 2
Spencer celou druhou sérii chodí s Ashley. První kdo o tom ví, je jejich společný kamarád Aiden. Poté se Spencer přizná Chelsea(přítelkyně Spenciřina adoptovaného bratra Claye), což nakonec přeslechne i samotný Clay. Oba jí okamžitě přijímají a podporují, na rozdíl od Spenciřina druhého bratra Glena, který si vztah vyredukoval z polibků a jejich chování. Glen se je nejdříve od sebe snaží dostat a chová se nepřátelsky k Ashley, ale nakonec jejich přijme. Nejhůře na vztah reaguje Spenciřina matka, který Spencer a Ashley nachytá v posteli. Nejdříve zabrání Spencer v setkávání s Ashley a pak dokonce najme terapeuta pro napravení sexuality. Toho vyhodí Spenciřin táta, který situaci zvládá mnohem lépe. Spencer po této události s Ashley na několik dní uteče, ale nakonec se vrátí zpět a její matka vztah začíná přijímat.
Vztahem Spencer a Ashley velmi zatřese fakt, že Aiden stále miluje Ashley, která k němu stále také nějaké city má, což Spencer zjistí na maturitním plese. Spencer dá Ashley na výběr. Ashley na tuto otázku nemůže odpovědět, protože na ples zaútočí z auta gang střelnými zbraněmi, čímž končí druhá série.

### Série 3
Ani po velmi dlouhém polibku, nemůže Spencer Ashley odpustit za opuštění jí přes léto a že tam po ní nebyla když umřel Clay v následku útoku gangu a rozejde se s ní. Přestože jejich vztah už skončil, stále spolu mluví.
Spencer pár dní poté potká Carmen, se kterou potom stráví celý den povídáním si o sobě, jejich životech. Během této konverzace Carmen zmíní, že je lesba. Poté se vášnivě políbí. Po pár dnech spolu jdou do klubu, kam byla pozvána Spencer od Ashley. Carmen se tam pohádá s Ashley a poté, co odejdou, tak i se Spencer. Carmen v zápalu hádky agresivně strčí Spencer proti zdi. Ta jí v breku řekne ať odejde. Tím jejich krátký vztah skončí a Carmen se odstěhuje do San Diega.
Spencer si udělá plány na LGBT festival a chce aby šla její máma s ní. To je zárodkem dalších hádek o matčině homofobii. Spencer jde nakonec s jejím otcem, ale Paula nakonec také dorazila, jelikož jí přesvědčila Ashley. Tu noc zavolá Spencer Ashley, kde jí děkuje za přesvědčení Pauly, aby přišla. To je smíří a dají se zpátky dohromady.
V poslední epizodě Spencer odmaturuje, přihlásí se na  UCLA a nastěhuje se k Ashley do bytu.

### Po seriálu
V poslední epizodě, která se odehrává pět let po posledním díle 3. série, můžeme vidět, že se ze Spencer stala filmařka dokumentů. Stále je s Ashley, se kterou se vzali a čekají spolu dítě (Sperma jim daroval Aiden). Dítě se chystají pojmenovat Clay, na památku Spenceřina bratra.